# 3ª Brigata missili “Aquileia”
Die 3ª Brigata missili “Aquileia” (deutsch 3. Raketenbrigade Aquileia) war ein Artillerieverband des italienischen Heeres, der von 1959 bis 1991 im Nordosten Italiens bestand. Die Brigade war mit Kurzstreckenraketen vom Typ MGR-1 Honest John und MGM-52 Lance sowie mit schweren Haubitzen ausgerüstet. Im Rahmen der Nuklearen Teilhabe konzentrierte man in diesem Großverband italienische Heereseinheiten, die im Ost-West-Konflikt notfalls Kernwaffen einsetzen sollten.

## Geschichte

### Hintergrund
Anfang der 1950er Jahre beschloss die NATO die Einführung taktischer Nuklearwaffen. Diese Waffen sollten die Abwehrkraft der konventionellen NATO-Streitkräfte in Europa stärken, denen die des Warschauer Pakts weit überlegen waren.
1954 unterzeichneten die Regierungen Italiens und der Vereinigten Staaten ein bilaterales Militärabkommen, das den USA die Nutzung verschiedener militärischer Einrichtungen in Italien gestattete. Im folgenden Jahr zogen die US-Besatzungstruppen aus Österreich ab, hauptsächlich über Italien, wo zunächst 10.000 Mann von der im Oktober 1955 aufgestellten Southern European Task Force (SETAF) der US Army übernommen wurden. Die SETAF bildete unter anderem zwei Artilleriebataillone, die mit taktischen Atomwaffen ausgerüstet wurden. Auf der Grundlage von zwei weiteren Abkommen (Program of Cooperation und Nuclear Stockpile Agreement) wurde die SETAF verkleinert, ihre Ausrüstung zum Teil an Italien abgegeben sowie die Kooperation bei Lagerung und Einsatz von taktischen Atomwaffen festgelegt.

### Von der Aufstellung bis zur Heeresreform von 1975
Am 10. Januar 1959 begannen 44 italienische Soldaten des 3. schweren Artillerie-Regiments bei der SETAF in Vicenza ihre Ausbildung am Waffensystem Honest John. Kurz darauf begann die Umrüstung ihres Regiments, das zunächst zwei Bataillone (Abteilungen) auf Honest John bildete. Am 1. Oktober 1959 entstand in Vicenza die III. Raketenbrigade, die im Frieden truppendienstlich dem V. Korps in Vittorio Veneto unterstand, während sie im Krieg direkt vom NATO-Kommando Landsouth in Verona geführt werden sollte. Kern der Brigade war das 3. Raketenartillerie-Regiment, auf dessen Nummerierung auch die der Brigade Bezug nahm. Die neue Brigade erhielt zusätzlich verschiedene Unterstützungseinheiten. Etwa zehn Jahre nach ihrer Aufstellung umfasste die Brigade:
- Stab in Vicenza
- 3. Raketenartillerie-Regiment in Portogruaro mit vier Bataillonen auf Honest John

- I. Bataillon in Codognè
- II. Bataillon in Portogruaro
- III. Bataillon in Oderzo
- IV. Bataillon in Elvas bei Brixen

- XIII. Aufklärungsbataillon in Montorio Veronese, Verona
- XIV. schweres Artilleriebataillon in Trient (später Elvas) auf M115
- XV. schweres Artilleriebataillon in Verona auf M115
- XXI. Pionierbataillon in Vicenza
- XIII. Fernmeldebataillon in Portogruaro
- XIII. Logistikbataillon in Vicenza
- Vier Sicherungskompanien in Codognè, Portogruaro, Oderzo und Elvas

Die Artillerieverbände der Brigade waren an den Haupteinfallachsen Nordostitaliens disloziert. Dabei handelte es sich insbesondere um das Pustertal, das Etschtal, das obere Piavetal, das Kanaltal und um das sogenannte Gorizia Gap in Görz und der westlich davon gelegenen Ebene bis zum Unterlauf des Piave. Die Brigade hatte den Auftrag, diese Täler und Gebiete notfalls mit atomarem Feuer einzudecken. Bedroht sah man sich besonders von zehn in Ungarn stationierten Divisionsäquivalenten, die aus dem Raum Kaposvár entweder über den Südosten Österreichs oder über den Norden Jugoslawiens Norditalien angreifen sollten.

### Von 1975 bis zur Auflösung
Mit der Heeresreform von 1975 wurde in Italien die Regimentsebene fast vollständig abgeschafft. Die Bataillone unterstanden den Brigaden damit unmittelbar. Im Zug der Reform erhielt die III. Raketenbrigade die neue Bezeichnung 3. Raketenbrigade Aquileia, wobei sich der Beiname auf die  römische Stadt Aquileia bezog. Auch die unterstellten Verbände wurden umbenannt:

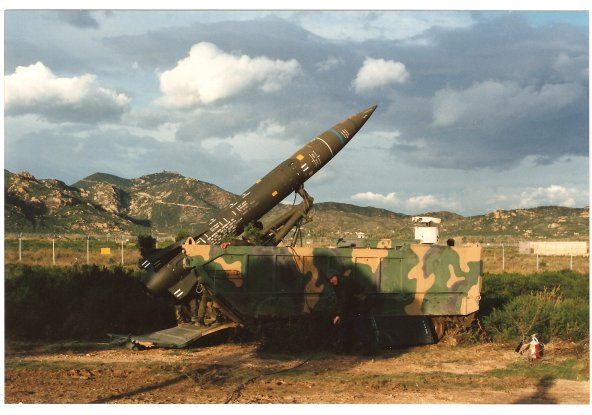
Lance, 3. ArtBtl,
Übung auf Sardinien

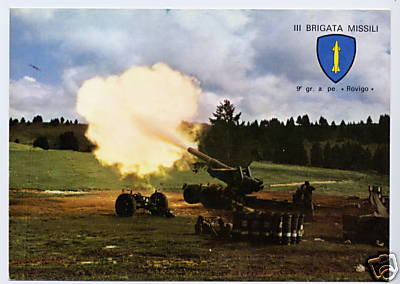
M115, 9. ArtBtl

- Brigadestab in Portogruaro
- 3. Raketenartillerie-Bataillon Volturno in Oderzo und Codognè auf Lance
- 1. schweres Artilleriebataillon Adige in Elvas bei Brixen auf M115 (bis 1983)
- 9. schweres Artilleriebataillon Rovigo in Verona auf M115 (bis 1986)
- 27. schweres Artilleriebataillon Marche in Udine auf M107, dann M110A2 (ab 1977)
- 41. Artillerie-Unterstützungsbataillon Cordenons in Casarsa della Delizia (bis 1986)
- 13. Aufklärungsbataillon Aquileia in Verona
- 21. Pionierbataillon Timavo in Vicenza (bis 1979, dann Kompanie)
- 13. Fernmeldebataillon Mauria in Portogruaro
- 13. Logistikbataillon Aquileia in Portogruaro
- 92. Ausbildungsbataillon Basilicata in Portogruaro (ab 1981 in Foligno)
- Carabinieri-Kompanie Aquileia in Portogruaro
- Vier Sicherungskompanien in Codognè, Portogruaro (76 bis 83 in Vicenza), Oderzo und Udine (bis 83 in Elvas)

Im Zug der Heeresreform wurden auch die Honest John außer Dienst gestellt und durch Lance ersetzt. Letztere erhielt nur das 3. Raketenartillerie-Bataillon, während die übrigen Bataillone die Haubitzen behielten. Die Bezeichnung „Raketenbrigade“ bezog sich damit noch mehr auf den Kern der Brigade, denn tatsächlich handelte es sich im Wesentlichen um eine gemischte schwere Artilleriebrigade. Zu diesem Zeitpunkt hatte die Brigade rund 5.500 Soldaten, gegen Ende der 1980er Jahre dann nur noch etwa 3.000 Soldaten. Bis 1991 kam es zu verschiedenen Veränderungen bei den unterstellten Bataillonen, die im Folgenden kurz beschrieben werden. Die Brigade wurde am 1. Dezember 1991 offiziell aufgelöst, de facto jedoch zunächst verkleinert, indem man Teile der verschiedenen Bataillone im 3. Artillerieregiment Aquileia zusammenfasste. In dieser Form bestand der Verband noch bis September 1992.

## Beschreibung ausgewählter Brigadeteile
Die schweren Artillerieverbände der Brigade waren bis 1943 den Befehlshabern einzelner Armeen oder Korps direkt unterstellt (Armee-Artillerie, Korpstruppen). Einzige Ausnahme ist das 27. Regiment/Bataillon, das ursprünglich ein Feld- oder Divisions-Artillerieverband war.

### 3. RaketenartilleriebataillonVolturno

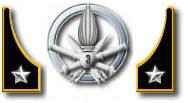
Kragenspiegel und Emblem 3. RakArtRgt/Btl

Die Geschichte dieses Verbandes geht zurück auf Giuseppe Garibaldis Rothemden und die 1860 ausgetragene Schlacht am Volturno. Aus den Artillerie-Einheiten, die an der Schlacht teilgenommen hatten, entstand noch 1860 das 3. Artillerie-Regiment, welches als solches bis 1870 bestand und dann, nach einer Neuordnung der Truppengattung, an die Feldartillerie ging. 1910 entstand in Bologna das 8. Festungsartillerie-Regiment, welches 1920 in 6. schweres Artillerie-Regiment, 1926 in 3. schweres Artillerie-Regiment und 1934 in 3. Armee-Artillerie-Regiment umbenannt wurde. Im Zug des Waffenstillstands von Cassibile wurde es im September 1943 aufgelöst.
Ende 1955 entstand es als 3. schweres Artillerie-Regiment mit drei Bataillonen (Abteilungen) in Brescia wieder. 1959 gab es seine 155-mm- und 203-mm-Haubitzen ab und führte an seinem neuen Standort Vicenza die Honest-John-Raketen ein. Das erste Testschießen fand noch 1959 bei Bibione an der Adria statt, die weiteren Übungen dann auf der Hochebene der Sieben Gemeinden oder in Salto di Quirra auf Sardinien. Bis Anfang der 1970er-Jahre waren vier Raketenbataillone auf Honest John aktiv. Der Regimentsstab befand sich seit 1963 in Portogruaro.
Im Jahr 1974 nahmen Soldaten des 3. Raketenartillerie-Regiments an der US-amerikanischen Artillerie-Schule in Fort Sill an einem Lehrgang teil, der sie auf das neue Waffensystem Lance vorbereitete. Gegen Ende des Jahres führten sie auf der White Sands Missile Range das erste Testschießen durch. Im folgenden Jahr wurden die ersten Lance nach Italien geliefert. Das 3. Raketenartillerie-Regiment wurde am 1. Januar 1975 zum 3. Raketenartillerie-Bataillon Volturno herabgestuft. Es bestand aus einer Stabs- und Versorgungsbatterie, drei schießenden Batterien und einer Feuerleitbatterie. Das Bataillon mit neuem Standort Oderzo hatte rund 100 Lance-Raketen im Bestand und setzte besondere Versionen des Transportpanzers M113 ein, das Startfahrzeug M752 und das Ladefahrzeug M688.
Nach Ende des Kalten Krieges wurden die Atomsprengköpfe der Brigade 1992 an die 59th Ordnance Brigade in Deutschland abgegeben, die Lance-Raketen gingen nach Camp Darby bei Livorno. Am 28. September 1992 wurde das Raketenartillerie-Bataillon im Rahmen einer weiteren Reform vor allem aus Traditionsgründen wieder in 3. schweres Artillerie-Regiment Volturno  (in Bataillonsstärke) umbenannt und mit dem Mehrfachraketenwerfer MLRS ausgerüstet. Am 1. Dezember 2001 erfolgte die Umbenennung in 5. schweres Artillerie-Regiment Superga. In dieser Form besteht es in Portogruaro als Teil des Unterstützungskommandos des Heeres noch immer.

### 1. schweres ArtilleriebataillonAdige
Dieses Bataillon entstand am 1. September 1962 in Trient unter der Bezeichnung XIV. schweres Artillerie-Bataillon durch die Ausgliederung und Verselbständigung des III. Bataillons des 9. schweren Artillerie-Regiments. Kurz danach kam es nach Elvas bei Brixen. Im Zug der Heeresreform von 1975 erhielt es die neue Bezeichnung 1. schweres Artillerie-Bataillon Adige. 1983 wurde es gekadert und nach Verona verlegt. Das Bataillon war mit M115-Haubitzen ausgerüstet. Übungen mit scharfem Schuss wurden auf dem mittelitalienischen Truppenübungsplatz bei Monte Romano durchgeführt, ansonsten im oberen Piavetal und auch in Karnien.

### 9. schweres ArtilleriebataillonRovigo

9. ArtBtl

Dieser Verband entstand 1959 in Brescia unter der Bezeichnung XV. schweres Artillerie-Bataillon durch die Ausgliederung des III. Bataillons des oben genannten 3. schweren Artillerie-Regiments. 1968 kam es mit seinen M115 nach Verona, wo es bis zu seiner Auflösung blieb. Im Zug der Heeresreform von 1975 wurde es in 9. schweres Artillerie-Bataillon Rovigo umbenannt und übernahm damit die Traditionen des 9. schweren Artillerie-Regiments. 1986 verlor es seine nukleare Rolle, als es zusammen mit dem 41. Artillerie-Unterstützungsbataillon aus der Raketenbrigade ausschied und dem Artilleriekommando des V. Korps unterstellt wurde. Von Ende 1991 bis Mitte 1992 unterstand es dem genannten 3. Artillerieregiment Aquileia (die verkleinerte Brigade). Danach war es als 9. schweres Artillerieregiment Rovigo (in Bataillonsstärke) bis zu seiner Auflösung im Jahr 1995 Teil der Korpstruppen des IV. Gebirgskorps in Bozen. Übungen mit scharfem Schuss wurden auch in diesem Fall bei Monte Romano durchgeführt, ansonsten an den Flüssen Brenta, Torre und Fella.

### 27. schweres ArtilleriebataillonMarche
1912 wurde in Mailand das 27. Feldartillerie-Regiment aufgestellt, das 1934 die Bezeichnung 27. Divisions-Artillerie-Regiment Legnano erhielt. Nach der kriegsbedingten Auflösung im Jahr 1943 entstand es 1947 wieder, ab 1948 unter der Bezeichnung 27. Panzerabwehr-Artillerie-Regiment Legnano. Als solches wurde es April 1964 aufgelöst. Gleichzeitig benannte man in Udine das dortige 155. Artillerie-Regiment mit seinen M107 Selbstfahrgeschützen in 27. schweres Feldartillerie-Regiment um. 1977 wurde es Teil der 3. Raketenbrigade Aquileia. 1985, nach der Herabstufung zum Bataillon, erhielt es für seine drei schießenden Batterien 18 M110. Das Bataillon wurde 1992 wieder in Regiment umbenannt und 1995 in Udine aufgelöst.

### 13. AufklärungsbataillonAquileia

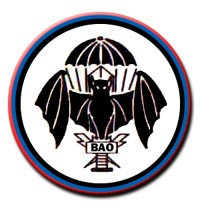
AufklBttr

Am 1. Oktober 1959 wurde innerhalb der Brigade ein besonderer Fallschirmjäger-Aufklärungszug gebildet, der dafür vorgesehen war, hinter den feindlichen Linien für die Raketenartillerie und die schwere Feldartillerie Ziele aufzuklären und zu bestimmen, das eigene Feuer zu leiten und dessen Wirkung festzustellen. Aus diesem in Vicenza aufgestellten Zug ging schon im folgenden Jahr erst eine Kompanie und dann das 13. Artillerie-Aufklärungsbataillon hervor, das 1963 nach Verona umzog. Ab dem 1. Oktober 1975 nannte sich der Verband 13º Gruppo Acquisizione Obiettivi „Aquileia“, kurz 13º GRACO oder nur GRACO.
GRACO bestand aus einer Stabs- und Versorgungsbatterie, aus einer Fernspähbatterie, einer Drohnenbatterie und aus einer Heeresfliegereinheit. Die Fernspäher bildeten eine Spezialeinheit und hatten bordeauxrote Barette, bei den Heeresfliegern waren sie blau, ansonsten schwarz. Drohnen wurden seit 1964 eingesetzt, zunächst die amerikanische MQM-57B Falconer, später Canadair CL-89 und italienische Mirach 150. 
Das Bataillon verfügte seit 1962 über zugeteilte Heeresfliegereinheiten, die auf dem Flugplatz Verona-Boscomantico stationiert waren. Eine Staffel war mit Flächenflugzeugen der Typen L-21B, O-1E und SM.1019 ausgestattet, zwei andere mit Hubschraubern vom Typ AB 47G und AB 204. Im Lauf der Zeit wurden die älteren Flugzeuge ausgemustert und modernere Hubschrauber eingeführt.
GRACO kam 1992 zum Artilleriekommando des V. Korps und wurde dann in der bisherigen Form am 30. September 1993 aufgelöst. Die Drohnenbatterie kam zum 41. Artillerie-Unterstützungsbataillon des V. Korps, die Heeresflieger gingen ebenfalls an andere Verbände. Die Fernspäher übernahm größtenteils die Fallschirmjägerbrigade Folgore, die im Jahr 2000 ein Fernspähbataillon aufstellte, dessen operative Einheiten noch heute das alte GRACO-Motto videre nec videri verwenden („sehen ohne gesehen zu werden“). Als direkter Nachfolger des GRACO gilt das 2005 aufgestellte 13. Aufklärungsbataillon Aquileia des ISTAR-Kommandos in Anzio.

## Sondermunitionslager

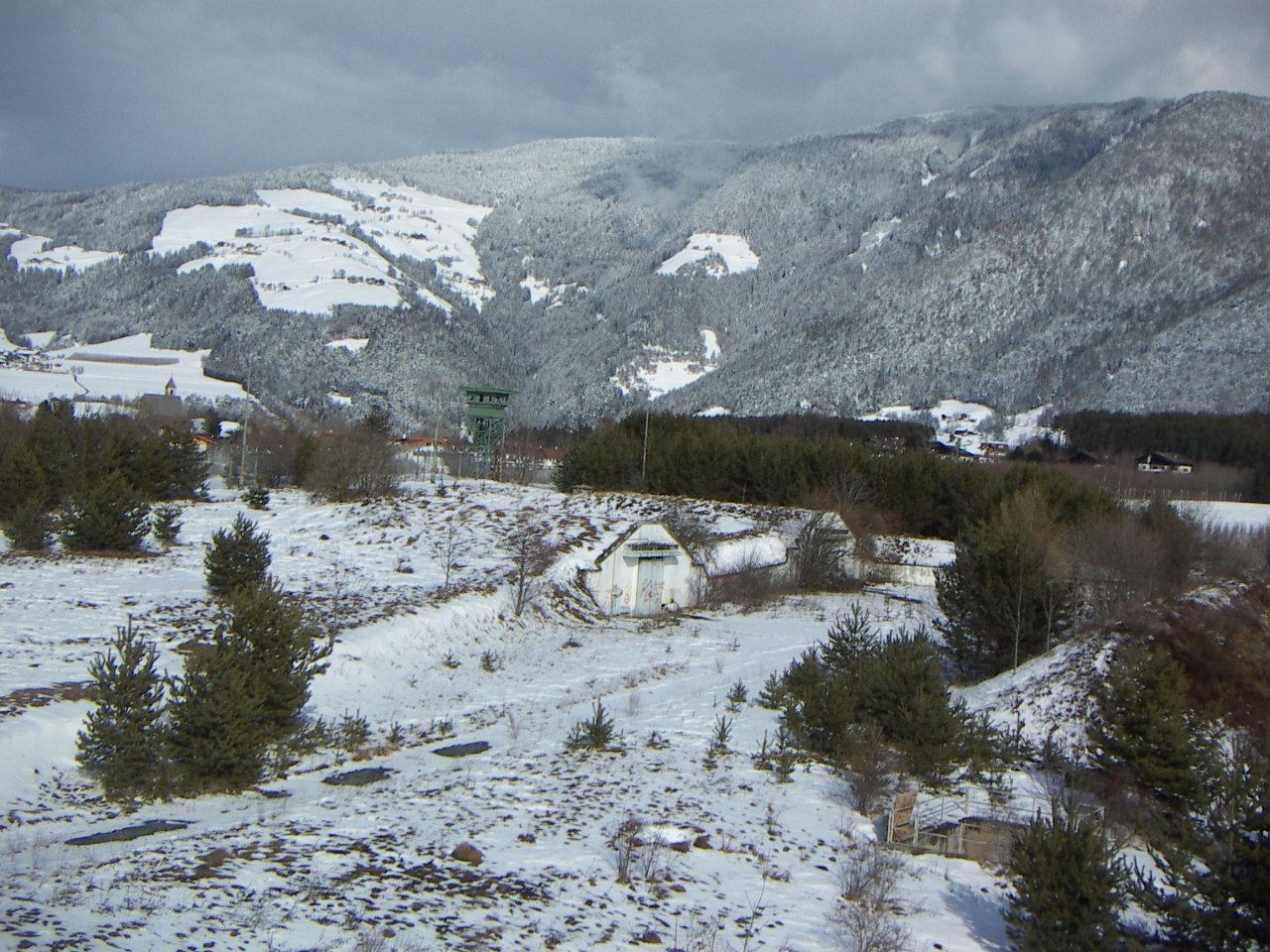
Aufgegebener Site Rigel
in Natz-Schabs, Südtirol

Die 3. Raketenbrigade hatte grundsätzlich eine konventionelle und nukleare Doppelrolle. Der Einsatz von Atomwaffen bedurfte der Zustimmung und Unterstützung der USA. Atomsprengköpfe, nukleare Artilleriegeschosse und Atomminen wurden von Einheiten des 559th U.S. Army Artillery Group der SETAF in Sondermunitionslagern (Special Ammunition Sites) verwahrt, die sich nahe der italienischen Einsatzverbände befanden. Zum Schutz der äußeren Sperrbereiche der Lager waren die vier Sicherungskompanien der 3. Raketenbrigade vorgesehen. Die SETAF-Einheiten kooperierten ihrerseits im Feld mit den italienischen Artillerie-Einheiten. Nachstehend eine Liste der Sondermunitionslager der 3. Raketenbrigade.

### Site Pluto
Site Pluto befand sich in einem Karsthöhlensystem bei Longare, rund zehn Kilometer südöstlich von Vicenza. Es bildete zusammen mit einem weiteren Munitionslager im benachbarten Tormeno (Site River) und einem Stützpunkt in San Rocco di Longare das zentrale Depot der SETAF. In Longare waren das 28th Field Artillery Detachment und die 69th Ordnance Company stationiert, in Tormeno das 22nd Field Artillery Detachment und das 19th Explosive Ordnance Disposal Detachment. Zur Verteidigung des Lagers gegen Luftangriffe stationierte die italienische Armee in San Rocco di Longare eine mit MIM-23 HAWK-Flugabwehrraketen ausgerüstete Batterie des 5. Flugabwehrregiments. Für die Sicherheit sorgte auch die Carabinieri-Kompanie der Brigade. Site Pluto wurde 1955 eröffnet. Hier wurden nukleare Sprengköpfe, Geschosse und Minen für SETAF-Artillerieeinheiten sowie für die italienische 3. Raketenbrigade und deren 9. schweres Artillerieregiment Rovigo gelagert, aber auch Atomsprengköpfe für die Nike-Hercules-Flugabwehrraketen der italienischen 1ª Brigata Aerea. Gegen Ende des Kalten Krieges konzentrierte man hier den Großteil der Sondermunition in Nordostitalien und zog sie dann 1992 im Rahmen der Operation Silent Echo ab. Das Einrichtungen in Longare und Tormeno werden heute als Munitionsdepots und Ausbildungseinrichtungen der in Vicenza stationierten 173. US-Luftlandebrigade sowie als Fernmeldezentrum genutzt.
Koordinaten: 45° 28′ 49″ N, 11° 36′ 2″ O

### Site Aldebaran
Dieses 1967 eröffnete Munitionslager befand sich in Chiarano (TV). Bis Mitte der 1970er Jahre verwahrte hier das 12th Field Artillery Detachment die Atomsprengköpfe für das mit Honest John ausgerüstete III. Bataillon des 3. Raketenartillerie-Regiments in Oderzo, danach die Sprengköpfe für die Lance der 1. Batterie/3. Raketenartillerie-Bataillon Volturno. Die Außensicherung des Lagers übernahm die 3. Sicherungskompanie der Brigade Aquileia.
Koordinaten: 45° 44′ 35″ N, 12° 35′ 39″ O

### Site Algol
Site Algol lag in Palù bei Orsago (TV). Zunächst kümmerte sich hier das 29th Field Artillery Detachment um die Sprengköpfe für die Honest John des I. Bataillons des 3. Raketenartillerie-Regiments in Codognè, danach ein Team des 12th Field Artillery Detachment um die Sprengköpfe für die Lance der 2. und 3. Batterie des 3. Raketenartillerie-Bataillons Volturno. Die Sondermunition wurde hier erst 1992 abgezogen. Die Außensicherung übernahm die italienische 1. Sicherungskompanie.
Koordinaten: 45° 54′ 38″ N, 12° 28′ 2″ O

### Site Castor
Dieses 1967 eröffnete Lager befand sich in Alvisopoli bei Fossalta di Portogruaro (VE). Hier unterstützte das 28th Field Artillery Detachment das mit Honest John ausgerüstete II. Bataillon des 3. Raketenartillerie-Regiments in Portogruaro. Nach dessen Auflösung wurde hier keine Sondermunition mehr gelagert und das Depot 1987 ganz aufgegeben. Die 2. Sicherungskompanie kam 1976 nach Vicenza und 1983 nach Portogruaro.
Koordinaten: 45° 48′ 42″ N, 12° 55′ 0″ O

### Site Rigel
Site Rigel in Natz-Schabs bei Brixen in Südtirol wurde ebenfalls 1967 in Dienst gestellt. Hier verwahrte das 11th Field Artillery Detachment die Sprengköpfe für die Honest John des IV. Bataillons des 3. Raketenartillerie-Regiments, nach dessen Auflösung dann die 203-mm-Atomgeschosse für das 1. schwere Artilleriebataillon Adige in Elvas bei Brixen bis zu dessen Kaderung und Verlegung im Jahr 1983. Sowohl die US-Einheit als auch die italienische 4. Sicherungskompanie verlegten danach nach San Bernardo und Udine. Der nicht mehr als Sondermunitionslager genutzte Site Rigel verblieb bis 2002 unter militärischer Kontrolle und wurde dann aufgelassen. Das Areal ging 2010 an die Südtiroler Landesverwaltung über, die es später der Gemeinde Natz-Schabs zur Schaffung eines Naherholungsgebiets einschließlich eines musealen Bereichs zur Geschichte des Sondermunitionslagers überließ.
Koordinaten: 46° 45′ 35″ N, 11° 40′ 31″ O

### San Bernardo
Nachdem das in Udine stationierte 27. schwere Artilleriebataillon Marche eine zweite, atomare Rolle übernommen hatte, musste man in der Nähe die entsprechenden Geschosse einlagern. Obwohl als Munitionsdepot bekannt, hatte San Bernardo bei Reana del Rojale weder die Einrichtungen eines Sonderwaffenlagers, noch einen entsprechenden Decknamen. Der genaue Lageort der Atomgeschosse ist nicht bekannt. 1983 stationierte man in Udine das 11th Field Artillery Detachment und die 4. Sicherungskompanie der Brigade Aquileia.
Koordinaten: 46° 6′ 48″ N, 13° 15′ 35″ O